# Shut ’Em Down (singel Onyx)
Shut ’Em Down to dwupłytowy singel amerykańskiej grupy hip-hopowej Onyx. Wydany 17 kwietnia 1998 roku. Promuje album Shut ’Em Down.
"Shut ’Em Down" to utwór o przemocy i morderstwach. Pierwszą zwrotkę wykonują Fredro Starr i Sonsee, a drugą gościnnie występujący DMX i Sticky Fingaz. Podkład został wykonany przez Onyx. Powstał do niego klip, a także remiks z Noreagą i Big Punem.
"Raze It Up" to b-side na pierwszej płycie. Nawiązuje do jednego z pierwszych singli Onyx, "Throw Ya Gunz". Podkład został wykonany przez Keitha Home'a.
"Throw Ya Gunz" to utwór znajdujący się na drugiej płycie. Podkład został wykonany przez Chyskillz. Czwarty utwór to "Shiftee". Były to single Onyx, promujące album "Bacdafucup".
"Last Dayz" to b-side na drugiej płycie. Podkład wykonał Fredro Starr. Singel ten promował album "All We Got Iz Us". Czwarty utwór z tej płyty to "Evil Streets". Gościnnie wystąpił na nim Method Man.

## Lista utworów

### Płyta 1

#### Strona A
1. "Shut Em Down" (radio edit)
2. "Shut Em Down" (album version)
3. "Shut Em Down" (instrumental)

#### Strona B
1. "Raze It Up" (radio edit)
2. "Raze It Up" (album version)
3. "Raze It Up" (instrumental)

### Płyta 2

#### Strona A
1. "Throw Ya Gunz" (radio edit)
2. "Throw Ya Gunz" (album version)
3. "Throw Ya Gunz" (instrumental)
4. "Shifftee" (album version)

#### Strona B
1. "Last Dayz" (radio edit)
2. "Last Dayz" (album version)
3. "Last Dayz" (instrumental)
4. "Evil Streets" Featuring Method Man (album version)